# Cestovni vlak
Cestovni vlak (engl. roadtrain ili land train) je dugi kamion, koji vuče nekoliko prikolica. Najveći dosežu težinu do 200 tona. Europski kamioni dosežu do 50 tona. 
Cestovni vlakovi se rabe u Australiji, SAD-u, Argentini, Kanadi i Meksiku.

## Austalski cestovni vlakovi
A B-double
B B-triple
C Double road train
D AB-triple
E BAB Quad
F ABB Quad
G Triple road train
H 2AB Quad
K je najveći cestovni vlak na svijetu. Ukupna težina doseže 460 tona. Rabi se u Sjevernem Teritoriju Australije. 

## Vanjske poveznice
- Australian Road Train Association
- Australian National Heavy Vehicles Accreditation Scheme.
- Northern Territory Road Train road safety TV commercials.
- South Australian Roads road train gazette
- Australski cestovni vlakovi